# Kanton Vaulx-en-Velin
Vaulx-en-Velin is een voormalig kanton van het Franse departement Rhône. Het kanton maakte deel uit van het arrondissement Lyon en omvatte uitsluitend de gemeente Vaulx-en-Velin. Deze gemeente werd op 1 januari 2015 onderdeel van de toen opgerichte Métropole de Lyon, waarvan in maart van datzelfde jaar alle kantons opgeheven werden.